# 晟鎮
朴晟鎮（1993年1月16日—），藝名：晟鎮，韓國男歌手、結他手、作曲家和作詞家，韓國男子樂團DAY6的成員，在團內擔任隊長、主唱和結他手，2015年9月7日於韓國正式出道。

## 生涯

### 早期生活
1993年1月16日於韓國釜山廣域市出世及成長，因此說話帶有釜山口音。就讀初中時，已以其好唱功聞名，原本的夢想為聲樂老師。2009年，高中二年級時參加有線電台CMB主辦的青年歌唱比賽《親親歌謠祭》並贏得大賞，賽後獲得JYP娛樂及其他四間公司的甄選邀約。2010年，正式入社JYP娛樂成為練習生，同期還有成員Young K、元弼。

### 練習生時期
成為練習生的第三年，因被跳舞老師認證無法好好運用身體，被公司建議放棄跳舞，另謀發展。2013年9月13日，與Jae、晙赫、Young K、元弼組成名為「5LIVE」的5人組合，並開始學習木箱鼓，在隊內擔任鼓手，後來架子鼓手度云加入後轉為吉他手。9月14日，5LIVE全員與GOT7成員Jackson、Mark、有謙、BamBam於Mnet的生存計畫節目《WIN》中率先曝光，以JYP娛樂練習生身分就歌唱、饒舌項目與YG娛樂練習生進行較量。11月20日，隨樂隊為韓國KBS水木劇《漂亮男人》演唱OST《Lovely Girl》。12月14日，在韓國JTBC的音樂綜藝節目《隱藏歌手2》朴軫永(JYP)篇中，以「練習生朴軫永」出演。

### 出道後
2015年7月，5LIVE新增成員度雲，並更改團名為「DAY6」，同年9月7日發行首張迷你專輯《The Day》正式出道。
2018年3月14日，隨樂隊發行首張日文EP《If ～また逢えたら～》，在日本正式出道，該歌曲同時被選為日本電視劇《Repeat～改變命運的10個月～》的主題曲。
2020年5月10日，因心理不安原因，公司宣布暫停團體活動。
2021年3月8日，在前往新兵訓練所的路上，透過Vlive宣布即日入伍，表示為了盡量低調地入伍，決定當天宣布消息，兵種為陸軍。
2022年9月6日，正式退伍。
2022年9月19日，開設個人YouTube頻道《박성찐이야》。
2022年11月2日，KBS Cool FM《Station Z Sungjin's D-Day》擔任新任固定 DJ，於每週三播出。
2023年6月28日，結束KBS Cool FM《Station Z Sungjin's D-Day》中擔任固定 DJ。
2024年11月5日，以正規一輯《30》solo出道。

## 音樂作品
所屬團體之共同作品，請參閱DAY6#音樂作品。
韓國音樂著作權協會(KOMCA)登記編號：10010559。

### 韓語正規專輯
- 30（2024年11月5日）

### 創作作品
韓國音樂著作權協會(KOMCA) 登記名稱為「박성진」，登記編號：10010559。
| 發行日         | 歌手     | 專輯      | 歌曲         | 創作部分   | 合作                      |
| 2016年11月21日 | UP10TION | 《BURST》 | Stuck On You | 作詞、作曲 | Young K, 元弼, Daniel Kim |

## 演唱會
| 日期                | 演唱會站次 | 舉行地點               |
| 30                  | 30         | 30                     |
| ------------------- | ---------- | ---------------------- |
| 2024年11月8日－10日 | 首爾站     | 光云大學東海文化藝術館 |

## 活動出席
| 年份   | 活動名稱                 | 舉行地點       | 共同參與成員 | 備註  |
| ------ | ------------------------ | -------------- | ------------ | ----- |
| 2024年 | KBO 樂天巨人VS起亞虎開球 | 釜山社稷棒球場 | 度           | [ 9 ] |
| 2025年 | KBO 全明星賽 特別評論員  | 大田棒球場     |              |       |

## 備註
1. ↑  YG vs JYP演出片段YouTube上的[ WIN : WHO IS NEXT ] episode 4_ YG vs JYP ! 배틀의 결과는?!

## 外部連結
- JYP官網-朴晟鎮個人檔案（页面存档备份，存于）
- 晟鎮的Instagram帳戶
- 晟鎮的X（前Twitter）
- 晟鎮BOBSUNGJIN的X（前Twitter）
- YouTube上的晟鎮頻道